# Ford B
Ford Global B-car — платформа компаний Ford и Mazda для субкомпактных автомобилей. Выпускается в центрах Европы, Северной Америки и Австралии.
Проект был инициирован в Дирборне. Все автомобили на платформе Ford B оснащены передней подвеской Макферсон и задней подвеской с поворотной балкой. Рычаги передней подвески (поперечные) крепятся к сварному подрамнику из прессованной стали, который крепится непосредственно к кузову болтами. Дизайн разработан с учётом различных вариантов двигателей.

## Ford B
Платформа Ford B выпускалась с 1976 по 2003 год. На ней выпускались автомобили Ford Fiesta, Ford Ka, Ford Puma и Ford Courier. В 2004 году на смену пришла платформа Ford B3.

## B3
На платформе B3 выпускались следующие автомобили:
- Ford Fiesta Mk5 (2002—2008)
- Ford Figo (2010—2015)
- Ford Fusion (2002—2012)
- Ford Ikon (2007—2015)

### Mazda D
- Mazda Demio/Mazda2 (2002—2007)
- Mazda Verisa (2004—2015)

## B2E
B2E является первой платформой, разработанной в рамках глобального процесса разработки автомобилей Ford. С 2008 года платформа устанавливается на следующие автомобили:
- Ford B-Max (2012—2017)
- Ford EcoSport (2012—2023)
- Ford Fiesta Mk6 (2008—2019)
- Ford Fiesta Mk7 (2017—2023)
- Ford Ka+/Figo (2014—2021)
- Ford Puma (2019 — настоящее время)
- Ford Transit Courier (2014 — настоящее время)

- Ford Puma
- Ford Fiesta
- Ford EcoSport